# Liste der Baudenkmäler in Babensham

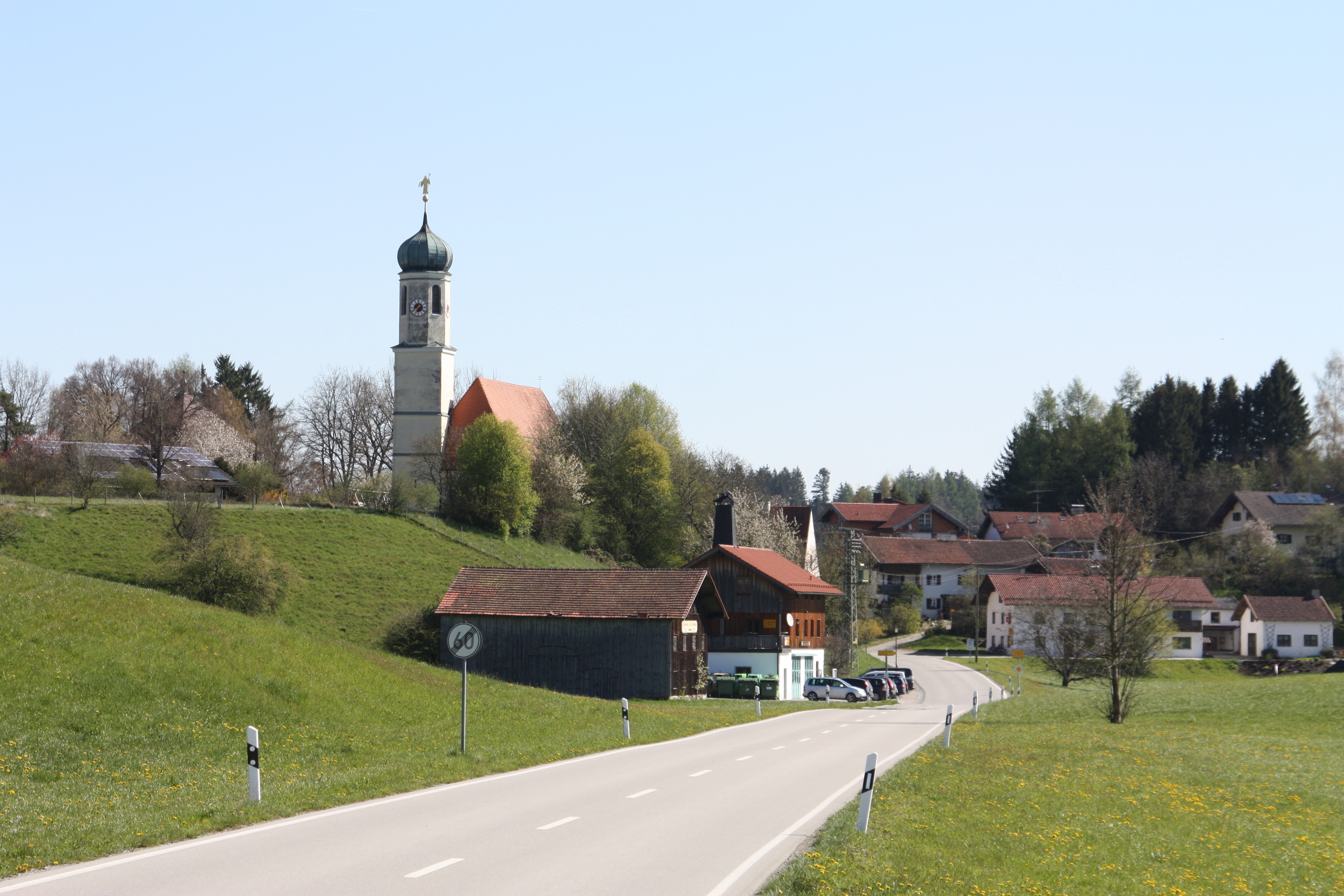
Blick auf Sankt Leonhard am Buchat, Babensham

Auf dieser Seite sind die Baudenkmäler in der oberbayerischen Gemeinde Babensham zusammengestellt. Diese Tabelle ist eine Teilliste der Liste der Baudenkmäler in Bayern. Grundlage ist die Bayerische Denkmalliste, die auf Basis des Bayerischen Denkmalschutzgesetzes vom 1. Oktober 1973 erstmals erstellt wurde und seither durch das Bayerische Landesamt für Denkmalpflege geführt wird. Die folgenden Angaben ersetzen nicht die rechtsverbindliche Auskunft der Denkmalschutzbehörde.

## Baudenkmäler nach Ortsteilen

### Babensham
| Lage                                | Objekt                             | Beschreibung | Akten-Nr.             | Bild           |
| ----------------------------------- | ---------------------------------- | --- | --------------------- | -------------- |
| Raiffeisenstraße 18 a (Standort)    | Wegkapelle                         | Kleiner Putzbau mit Satteldach, zweite Hälfte 19. Jahrhundert | D-1-87-116-3 Wikidata | weitere Bilder |
| Wasserburger Straße 3, 5 (Standort) | Katholische Pfarrkirche St. Martin | Saalbau mit leicht eingezogenem Chor, Turm und Langhaus im Kern romanisch, im 15. Jahrhundert spätgotisch überformt, barockisiert im 18. Jahrhundert, im 19. Jahrhundert um ein Joch verlängert; mit Ausstattung Friedhofskruzifix, um 1900 | D-1-87-116-1 Wikidata | weitere Bilder |
| Wasserburger Straße 7 (Standort)    | Türgewände                         | Rotmarmor, und Inschrifttafel, bezeichnet „1831“ | D-1-87-116-2 Wikidata | weitere Bilder |

### Altbabensham
| Lage                       | Objekt      | Beschreibung | Akten-Nr.              | Bild |
| -------------------------- | ----------- | --- | ---------------------- | ---- |
| Altbabensham 4 (Standort)  | Bauernhaus  | Einfirsthof, zweigeschossiger Flachsatteldachbau mit Kniestock, Wohnteil verputzt, Wirtschaftsteil mit Bundwerk, Mitte 19. Jahrhundert | D-1-87-116-7 Wikidata  | BW   |
| Altbabensham 7 (Standort)  | Dreiseithof | Wohnstallhaus (Nordflügel), zweigeschossiger Flachsatteldachbau, Wirtschaftsteil mit Bundwerk Stallstadel (Südflügel), zweigeschossiger Flachsatteldachbau mit Kniestock Stadel (Ostflügel) mit Hoftor, zweigeschossiger Flachsatteldachbau mit Kniestock, am Hoftor bezeichnet mit „1834“ | D-1-87-116-8 Wikidata  | BW   |
| Altbabensham 11 (Standort) | Bauernhaus  | Einfirsthof, zweigeschossiger Flachsatteldachbau mit Bundwerk am Wirtschaftsteil, Mitte 19. Jahrhundert | D-1-87-116-10 Wikidata | BW   |

### Hopfgarten
| Lage                                                                                              | Objekt                | Beschreibung                                                                                         | Akten-Nr.              | Bild |
| ------------------------------------------------------------------------------------------------- | --------------------- | --- | ---------------------- | ---- |
| Hopfgarten 5 (Standort)                                                                           | Flachsbrechhütte      | Massiver Flachsatteldachbau mit Blockbauteil und Bundwerk-Obergeschoss, erste Hälfte 19. Jahrhundert | D-1-87-116-25 Wikidata | BW   |
| Hopfgarten 6 (Standort)                                                                           | Getreidekasten        | Erdgeschossiger Blockbau, wohl erste Hälfte 19. Jahrhundert, moderne Aufstellung                     | D-1-87-116-23 Wikidata | BW   |
| In Hopfgarten, am südlichen Ortsrand an der Straße nach Tötzham (gehört zu Haus Nr. 1) (Standort) | Feldstadel und Remise | Flachsatteldachbau mit Bundwerk über gemauertem Unterbau, erste Hälfte 19. Jahrhundert               | D-1-87-116-24 Wikidata | BW   |

### Kling
| Lage                         | Objekt                                                | Beschreibung | Akten-Nr.              | Bild           |
| ---------------------------- | ----------------------------------------------------- | --- | ---------------------- | -------------- |
| Kling 3, 3 a, 3 b (Standort) | Parallelhof                                           | Ehemaliges Bauernhaus (südlich), verputzte, zweigeschossige Einfirstanlage mit Flachsatteldach, 1850/60, im Kern älter Stadel (nördlich), zweigeschossiger Flachsatteldachbau mit Bundwerk-Obergeschoss, Anfang 19. Jahrhundert, daran westlich anschließend verbretterter Stadelanbau mit Holzlege, 1900 | D-1-87-116-36 Wikidata | weitere Bilder |
| Kling 8 (Standort)           | Ehemaliges Forsthaus des Pfleggerichts Kling          | Zweigeschossiger Putzbau mit Frackdach, im Kern 16./17. Jahrhundert, 1982 stark erneuert und erweitert | D-1-87-116-35 Wikidata | weitere Bilder |
| Kling 35 (Standort)          | Befestigungsmauer des ehemaligen Pflegschlosses Kling | Südlich erhaltenes Teilstück, mittelalterlich | D-1-87-116-34 Wikidata | weitere Bilder |

### Loibersdorf
| Lage                      | Objekt                | Beschreibung | Akten-Nr.              | Bild |
| ------------------------- | --------------------- | --- | ---------------------- | ---- |
| In Loibersdorf (Standort) | Bundwerkstadel        | Erste Hälfte 19. Jahrhundert Mit integrierter Hofkapelle, wohl gleichzeitig; mit Ausstattung | D-1-87-116-40 Wikidata | BW   |
| Loibersdorf 3 (Standort)  | Bundwerkstadel        | Mit Flachsatteldach und Bruchsteinsockel, erste Hälfte 19. Jahrhundert | D-1-87-116-39 Wikidata | BW   |
| Loibersdorf 3 (Standort)  | Bundwerkteile         | Erste Hälfte 19. Jahrhundert | D-1-87-116-38 Wikidata | BW   |
| Loibersdorf 4 (Standort)  | Ehemaliges Bauernhaus | Einfirsthof mit Flachsatteldach, Wohnteil mit Blockbau-Obergeschoss über massivem Erdgeschoss, bezeichnet mit „1766“ Ehemalige Schmiede, eingeschossiger Putzbau mit Steilsatteldach und Kniestock, bezeichnet mit „1863“, stark modernisiert | D-1-87-116-41 Wikidata | BW   |

### Oberbierwang
| Lage                       | Objekt                  | Beschreibung | Akten-Nr.              | Bild |
| -------------------------- | ----------------------- | --- | ---------------------- | ---- |
| Harländer (Standort)       | Bundwerkstadel          | Zweite Hälfte 19. Jahrhundert | D-1-87-116-48 Wikidata | BW   |
| Oberbierwang 15 (Standort) | Bauernhaus in Hakenform | Wohnstallhaus (Nordflügel), zweigeschossiger Flachsatteldachbau aus Bruchsteinmauerwerk, Mitte 19. Jahrhundert, traufseitige Laube und Giebelverschalung modern, südlich quer angeschlossener Stallstadel mit Flachsatteldach sowie giebel- und traufseitigem Bundwerk über verputztem Sockel, zweite Hälfte 19. Jahrhundert | D-1-87-116-47 Wikidata | BW   |
| Oberbierwang 17 (Standort) | Vierseithof             | Wohnstallhaus (Nordflügel) zweigeschossiger Massivbau mit Satteldach, Kniestock und Putzgliederung, Mitte 19. Jahrhundert, neugotische Haustür bezeichnet mit „1877“ Stadel (Südflügel), zweigeschossiger Satteldachbau mit traufseitigem Bundwerk, Mitte 19. Jahrhundert, westliche Erweiterung nach 1854                   | D-1-87-116-46 Wikidata | BW   |

### Odelsham
| Lage                    | Objekt                              | Beschreibung | Akten-Nr.              | Bild |
| ----------------------- | ----------------------------------- | --- | ---------------------- | ---- |
| Odelsham 2 (Standort)   | Katholische Filialkirche St. Ulrich | Dreijochiger Saalbau mit Spitzhelmturm, im Kern spätgotisch, im 18. Jahrhundert barockisiert, östlich Sakristei von 1776; mit Ausstattung | D-1-87-116-49 Wikidata | BW   |
| Odelsham 8 (Standort)   | Brechhütte                          | Flachsatteldachbau mit Bundwerk, Ende 18./Anfang 19. Jahrhundert                                                                          | D-1-87-116-51 Wikidata | BW   |
| Odelsham 9 b (Standort) | Zuhaus                              | Satteldachbau mit Blockbau-Obergeschoss über gemauertem Erdgeschoss, 18. Jahrhundert                                                      | D-1-87-116-50 Wikidata | BW   |

### Riepertsham
| Lage                                                   | Objekt                            | Beschreibung | Akten-Nr.              | Bild |
| ------------------------------------------------------ | --------------------------------- | --- | ---------------------- | ---- |
| Kreuzstaudenfeld; an der Babenshamer Straße (Standort) | Bildstock                         | Granitstele mit Laterne, 17./18. Jahrhundert | D-1-87-116-63 Wikidata | BW   |
| Riepertsham 2 (Standort)                               | Bauernhaus                        | Einfirsthof, zweigeschossiger Flachsatteldachbau aus unverputztem Bruchsteinmauerwerk, mit Putzgliederungen, bezeichnet mit „1844“ | D-1-87-116-60 Wikidata | BW   |
| Riepertsham 3; In Riepertsham (Standort)               | Ehemaliger Pfarrhof von Babensham | Pfarrhaus (Nordflügel des Vierseithofes), zweieinhalbgeschossiger Bau mit Flachsatteldach, Kniestock und Putzgliederung, um 1860 Stallstadel (Südflügel) Satteldachbau aus Bruchsteinmauerwerk und Bundwerk-Obergeschoss, bezeichnet mit „1835“ Ehemaliges Waschhaus (Ostflügel), heute Stall, eingeschossiger Putzbau mit Satteldach und Kniestock, zweite Hälfte 19. Jahrhundert | D-1-87-116-61 Wikidata | BW   |
| Riepertsham 4 (Standort)                               | Bauernhaus                        | Einfirsthof, zweigeschossiger Flachsatteldachbau aus unverputztem Bruchsteinmauerwerk mit Putzgliederungen, wohl um 1850 | D-1-87-116-62 Wikidata | BW   |

### Sankt Leonhard
| Lage                                   | Objekt                                                                    | Beschreibung | Akten-Nr.              | Bild           |
| -------------------------------------- | ------------------------------------------------------------------------- | --- | ---------------------- | -------------- |
| St. Leonhard am Buchat 4 (Standort)    | Benefiziatenhaus                                                          | Zweigeschossiger Putzbau mit Steilsatteldach, 1657 Waschhaus mit Backofen, kleiner Putzbau mit Steilsatteldach, 17. Jahrhundert Ummauerung des Gartens, wohl 17. Jahrhundert                                                                                      | D-1-87-116-66 Wikidata | weitere Bilder |
| St. Leonhard am Buchat 5 (Standort)    | Katholische Filial- und Wallfahrtskirche St. Leonhard                     | Einschiffiger Bau mit Seitenkapellen und Hochchor, im späten 15. Jahrhundert auf romanischer Grundlage errichtet, Umgestaltungen im 17./18. Jahrhundert, 1883 Rückführung im historisierenden Stil; mit Ausstattung Kirchhofummauerung, wohl noch 17. Jahrhundert | D-1-87-116-64 Wikidata | weitere Bilder |
| St. Leonhard am Buchat 7, 8 (Standort) | Gasthaus, (Tafernwirt)                                                    | Zweieinhalbgeschossiger Putzbau mit Flachsatteldach, Zwerchgiebeln und hölzernen Balkonen, westlich zweigeschossiger Anbau mit Flachsatteldach, um 1860/70, im Kern wohl älter                                                                                    | D-1-87-116-65 Wikidata | weitere Bilder |
| St. Leonhard am Buchat 34 (Standort)   | Ehemaliges Schloss, Sommersitz der Pröpste des Chorherrenstifts Au am Inn | Zweigeschossiger Putzbau mit Zeltdach und Dachreiter, 17. Jahrhundert, im Kern wohl älter Westliches, eingeschossiges Nebengebäude mit Walmdach, wohl zweite Hälfte 19. Jahrhundert Bruchstein-Gartenmauer, 17./18. Jahrhundert                                   | D-1-87-116-33 Wikidata | BW             |

### Stadlern
| Lage                   | Objekt                                                       | Beschreibung | Akten-Nr.              | Bild |
| ---------------------- | ------------------------------------------------------------ | --- | ---------------------- | ---- |
| In Stadlern (Standort) | Remise                                                       | Massiver Flachsatteldachbau mit traufseitigem Bundwerk-Obergeschoss, erste Hälfte 19. Jahrhundert                                                         | D-1-87-116-72 Wikidata | BW   |
| Stadlern 11 (Standort) | Bauernhaus                                                   | Zweigeschossiger Flachsatteldachbau mit Blockbau-Obergeschoss und traufseitiger Laube, 18. Jahrhundert, geschnitzte Haustür bezeichnet mit „1886“         | D-1-87-116-73 Wikidata | BW   |
| Stadlern 15 (Standort) | Gasthaus Maier (Nordflügel eines geschlossenen Vierseithofs) | Zweigeschossiges Wohn- und Gasthaus in Granit- und Tuffsteinmauerwerk, mit Satteldach, Putzgliederung und Kniestock, bezeichnet mit „1830“                | D-1-87-116-74 Wikidata | BW   |
| Stadlern 16 (Standort) | Reiches Bundwerk                                             | An beiden Traufseiten des Wirtschaftsteils, drittes Viertel 19. Jahrhundert                                                                               | D-1-87-116-75 Wikidata | BW   |
| Stadlern 17 (Standort) | Katholische Filialkirche St. Ulrich                          | Dreijochiger Saalbau mit dreiseitig geschlossenem Chor, nach Mitte 15. Jahrhundert, Turm um 1200; mit Ausstattung Friedhofsummauerung 17./18. Jahrhundert | D-1-87-116-71 Wikidata | BW   |

### Titlmoos
| Lage                    | Objekt                                       | Beschreibung | Akten-Nr.              | Bild |
| ----------------------- | -------------------------------------------- | --- | ---------------------- | ---- |
| Scheibenland (Standort) | Kapelle                                      | Neubarocker Satteldachbau mit Dachreiter, 1938; mit Ausstattung | D-1-87-116-80 Wikidata | BW   |
| Titlmoos 12 (Standort)  | Katholische Filialkirche St. Pauli Bekehrung | Spätgotischer Saalbau mit Dreiseitschluss und südlichem Spitzhelmturm, 15. Jahrhundert, Langhausmauern zum Teil romanisch, im 17. Jahrhundert umgestaltet; mit Ausstattung | D-1-87-116-78 Wikidata | BW   |
| Titlmoos 20 (Standort)  | Bauernhaus                                   | Einfirsthof, zweigeschossiger Satteldachbau, Wohnteil verputzt und mit Kniestock, am Wirtschaftsteil Bundwerk, um 1860                                                     | D-1-87-116-79 Wikidata | BW   |

### Troitsham
| Lage                                                        | Objekt                 | Beschreibung | Akten-Nr.              | Bild |
| ----------------------------------------------------------- | ---------------------- | --- | ---------------------- | ---- |
| Dobelfeld; an der ehemaligen Straße nach Bergham (Standort) | Wegkreuz               | Holzcorpus mit Wettermantel, wohl spätes 19. Jahrhundert | D-1-87-116-92 Wikidata | BW   |
| Nähe Troitsham (Standort)                                   | Brechhütte             | Eingeschossiger Satteldachbau mit Bundwerk, Mitte 19. Jahrhundert | D-1-87-116-84 Wikidata | BW   |
| Troitsham 1 (Standort)                                      | Ehemaliger Vierseithof | Bauernhaus, zweigeschossiger Flachsatteldachbau mit hohem Kniestock, reicher Putzgliederung und Stuckdekor, um Mitte 19. Jahrhundert Stadel, Flachsatteldachbau mit Riegelwand und Bundwerk, teilweise über Bruchsteinsockel, erste Hälfte 19. Jahrhundert | D-1-87-116-83 Wikidata | BW   |

### Weitere Ortsteile
| Lage                                                                                   | Objekt                                          | Beschreibung | Akten-Nr.              | Bild           |
| -------------------------------------------------------------------------------------- | ----------------------------------------------- | --- | ---------------------- | -------------- |
| Allersing Tötzhamer Feld (Standort)                                                    | Hofkapelle                                      | Lourdeskapelle, kleiner Massivbau mit Satteldach, 1884; mit Ausstattung | D-1-87-116-6 Wikidata  | BW             |
| Bärnham Bruckstraße 5 (Standort)                                                       | Bauernhaus                                      | Einfirsthof, zweigeschossiger Flachsatteldachbau mit Kniestock, Gitterbundwerk am Heuboden, um Mitte 19. Jahrhundert | D-1-87-116-11 Wikidata | BW             |
| Bergham Bergham 5 a (Standort)                                                         | Zuhaus                                          | Zweigeschossiger Flachsatteldachbau aus Granit- und Bruchsteinmauerwerk, mit Putzgliederung, bezeichnet „1847“ | D-1-87-116-89 Wikidata | BW             |
| Brudersham Brudersham 3 (Standort)                                                     | Bauernhaus                                      | Einfirsthof, zweigeschossiger Flachsatteldachbau, Wohnteil aus unverputztem Bruchsteinmauerwerk, am Wirtschaftsteil Bundwerk, bezeichnet „1857“ | D-1-87-116-12 Wikidata | BW             |
| Brudersham Brudersham 5 (Standort)                                                     | Bauernhaus                                      | Einfirsthof, zweigeschossiger Flachsatteldachbau, Wohnteil aus unverputztem Bruchsteinmauerwerk, am Wirtschaftsteil Bundwerk, bezeichnet „1860“ | D-1-87-116-13 Wikidata | BW             |
| Ernst In der Flur Rauschwaltlham (Standort)                                            | Flurkapelle                                     | Kleiner Massivbau mit Satteldach, erste Hälfte 19. Jahrhundert; mit Ausstattung | D-1-87-116-16 Wikidata | BW             |
| Höllhäusl Höllhäusl 2 (Standort)                                                       | Bauernhaus                                      | Einfirsthof, erdgeschossiger Blockbau mit Flachsatteldach, Wirtschaftsteil verputzt, um 1670, Vergrößerung der Fenster 1925 | D-1-87-116-18 Wikidata | BW             |
| Holzen Holzen 7 (Standort)                                                             | Hofkapelle                                      | Kleiner Putzbau mit Satteldach, erste Hälfte 19. Jahrhundert | D-1-87-116-19 Wikidata | BW             |
| Holzen Kraiburger Straße 15 (Standort)                                                 | Bauernhaus                                      | Einfirsthof, zweigeschossiger Flachsatteldachbau mit Kniestock, aus Bruchsteinmauerwerk mit verputzten Fensterumrahmungen, um 1880 | D-1-87-116-20 Wikidata | weitere Bilder |
| Holzwimm Schlegelberg (Standort)                                                       | Wallfahrtskapelle Frauenbrünnl                  | Saalbau mit Satteldach und leicht eingezogenem Chor, Mitte 19. Jahrhundert; mit Ausstattung Hölzernes Brunnenhaus, zweite Hälfte 19. Jahrhundert | D-1-87-116-21 Wikidata | BW             |
| Imstetten Flur Imstetten (Standort)                                                    | Bildstock                                       | Granitstele mit Laterne, Mitte 17. Jahrhundert, mit bekrönendem Eisenkreuz, am Schaft bezeichnet mit „1876“ | D-1-87-116-27 Wikidata | BW             |
| Imstetten Imstetten 1 (Standort)                                                       | Bundwerkstadel                                  | Erste Hälfte 19. Jahrhundert | D-1-87-116-26 Wikidata | BW             |
| Kematen Kematen 2 (Standort)                                                           | Stadel                                          | Flachsatteldachbau mit Bundwerk über Bruchsteinsockel, spätes 19. Jahrhundert | D-1-87-116-30 Wikidata | BW             |
| Kirchloibersdorf Kirchloibersdorf 2 (Standort)                                         | Katholische Filialkirche St. Peter              | Spätgotischer Saalbau mit leicht eingezogenem Chor und Spitzhelmturm, um 1445, barockisiert Anfang 18. Jahrhundert und 1744; mit Ausstattung Leichenhaus, kleiner Putzbau mit Zeltdach, wohl 18. Jahrhundert; mit Ausstattung Friedhofsummauerung 18. Jahrhundert | D-1-87-116-31 Wikidata | weitere Bilder |
| Kirchloibersdorf Kirchloibersdorf 4 (Standort)                                         | Parallelhof                                     | Wohnstallhaus, zweigeschossiger Putzbau mit Flachsatteldach und Giebellaube, bezeichnet mit „1860“ und „1886“ Stadel, Flachsatteldachbau mit Bundwerk über Bruchsteinsockel, 1858 | D-1-87-116-32 Wikidata | weitere Bilder |
| Landenham Landenham 2 (Standort)                                                       | Herrenhaus des Gutshofes Landenham              | Langgestreckter zweigeschossiger Wohnbau mit Steildach und Treppengiebeln, Mitte 19. Jahrhundert | D-1-87-116-37 Wikidata | BW             |
| Moosen Moosen 1 (Standort)                                                             | Bauernhaus                                      | Zweigeschossiger Flachsatteldachbau mit Kniestock aus unverputztem Bruchstein und Putzgliederung, bezeichnet mit „1872“ | D-1-87-116-43 Wikidata | BW             |
| Mühlberg Mühlberg 1, 3 (Standort)                                                      | Ehemaliges Bauernhaus mit einseitiger Widerkehr | Wohnteil, zweigeschossiger Flachsatteldachbau, Wirtschaftsteil mit Bundwerk, wohl um 1840, Widerkehr bezeichnet mit „1855“ Zuhaus, biedermeierlicher zweigeschossiger Satteldachbau mit Kniestock, Hausfigur und Bundwerkteil, bezeichnet mit „1840“ | D-1-87-116-44 Wikidata | BW             |
| Neudeck Neudeck 18 (Standort)                                                          | Bauernhaus                                      | Flachsatteldachbau mit Blockbau-Obergeschoss und traufseitiger Laube, 18. Jahrhundert | D-1-87-116-45 Wikidata | BW             |
| Obermühle Grabenleite (Standort)                                                       | Wegkapelle                                      | Lourdeskapelle, kleiner Putzbau mit Zeltdach, erbaut 1807 | D-1-87-116-59 Wikidata | BW             |
| Penzing Ester 4 (Standort)                                                             | Ehemaliges Bauernhaus                           | Flachsatteldachbau, Wohnteil mit Blockbau-Obergeschoss über gemauertem Erdgeschoss, 18. Jahrhundert, ehemaliger Wirtschaftsteil mit erneuertem Traufbundwerk, modern ausgebaut, Dach aufgestockt und erneuert | D-1-87-116-52 Wikidata | BW             |
| Penzing Schloßberg 2 (Standort)                                                        | Schloss Penzing                                 | Mehrflügelige Anlage, viergeschossiger Hauptbau mit Satteldach, Treppengiebeln und westlich anschließendem Verbindungstrakt mit Durchfahrt, nach Norden zweigeschossiger Satteldachbau und achteckiger Torturm mit Pyramidenhelm, im Kern spätgotisch, im 19. Jahrhundert umgestaltet; mit Ausstattung Schlosskapelle, Putzbau mit Satteldach, 1483; mit Ausstattung Einfriedungsmauer, 19. Jahrhundert Nebengebäude, eingeschossiger, Putzbau mit Satteldach, wohl erste Hälfte 19. Jahrhundert                                                                    | D-1-87-116-53 Wikidata | weitere Bilder |
| Rieden Grabenleite; östlich des Ortes (Standort)                                       | Brechhütte                                      | Eingeschossiger Flachsatteldachbau aus Bruchsteinmauerwerk mit Bundwerk-Kniestock, erste Hälfte 19. Jahrhundert | D-1-87-116-58 Wikidata | BW             |
| Rieden Rieden 3 (Standort)                                                             | Ehemaliges Bauernhaus                           | Zweigeschossiger Flachsatteldachbau, Wohnteil verputzt mit teilverschalter Giebellaube, Giebelbundwerk und traufseitiger Laube, ehemaliger Wirtschaftsteil mit Traufbundwerk, zweite Hälfte 18. Jahrhundert | D-1-87-116-57 Wikidata | BW             |
| Schönberg Schönberg 3 (Standort)                                                       | Katholische Filialkirche St. Jakobus der Ältere | Spätgotischer dreijochiger Saalbau mit eingezogenem Chor und Westturm, mit Satteldach, um 1500; mit Ausstattung | D-1-87-116-67 Wikidata | BW             |
| Sicking Flur Sicking, südlich von Haus Nr. 1 (Standort)                                | Hofkapelle                                      | Lourdeskapelle, mit Satteldach, Ende 19. Jahrhundert | D-1-87-116-70 Wikidata | BW             |
| Sicking Sicking 1; In Sicking (Standort)                                               | Vierseithof                                     | Wohnstallhaus (Nordflügel), unverputzter, zweigeschossiger Bruchsteinbau mit Flachsatteldach, Kniestock und traufseitiger Laube, bezeichnet mit „1872“, südlich angeschlossen zweigeschossiger Stalltrakt (Westflügel) Stadel (Südflügel), zweigeschossiger Bruchsteinbau mit Flachsatteldach und traufseitigem Bundwerk, 1861 Hütte mit Durchfahrt und Getreidekasten (Ostflügel), Satteldachbau mit Blockbau-Obergeschoss, Mitte 19. Jahrhundert Zugehöriges Nebengebäude, zweigeschossiger Bruchsteinbau mit Flachsatteldach, wohl zweite Hälfte 19. Jahrhundert | D-1-87-116-69 Wikidata | BW             |
| Stöcher Stöcher 1 (Standort)                                                           | Stadel                                          | Flachsatteldachbau mit Bundwerk über Bruchsteinsockel, erstes Drittel 19. Jahrhundert Stadel, Flachsatteldachbau mit Bohlenbundwerk über Bruchsteinsockel, Anfang 19. Jahrhundert, traufseitige Anbauten modern | D-1-87-116-77 Wikidata | BW             |
| Tötzham Tötzham 14, am Haus (Standort)                                                 | Drei Grabsteine                                 | 16. Jahrhundert | D-1-87-116-82 Wikidata | BW             |
| Tötzham Tötzham 16 (Standort)                                                          | Katholische Filialkirche St. Johann Baptist     | Langhaus im Kern vielleicht romanisch, spätgotischer Saalbau mit Dreiseitschluss, im 17. und 19. Jahrhundert umgestaltet, Obergeschoss des Spitzhelmturms 18. Jahrhundert; mit Ausstattung Friedhofsummauerung, wohl 18. Jahrhundert | D-1-87-116-81 Wikidata | BW             |
| Walterstetten Flur Walterstetten; südwestlich des Hofes an der Wegkreuzung. (Standort) | Bildstock                                       | Verputzte Nischenanlage mit Satteldach, 18. Jahrhundert | D-1-87-116-85 Wikidata | BW             |
| Warmeding Warmedinger Feld (Standort)                                                  | Sogenannte Pestkapelle                          | Kleiner Massivbau mit Satteldach und Putzgliederung, bezeichnet mit „1879“; mit Ausstattung | D-1-87-116-22 Wikidata | BW             |
| Wegmühle Wasserburger Straße 18 (Standort)                                             | Bildstock                                       | Granitstele mit Laterne, 16./17. Jahrhundert | D-1-87-116-5 Wikidata  | BW             |
| Wies Wies 1, 2 (Standort)                                                              | Stadel                                          | Flachsatteldachbau mit Bundwerk über Bruchsteinsockel, bezeichnet mit „1849“ Ehemaliger Getreidekasten, Flachsatteldachbau mit Blockbau-Oberstock über gemauertem Sockel, Anfang 19. Jahrhundert | D-1-87-116-86 Wikidata | BW             |
| Windgrad Windgrad 6 (Standort)                                                         | Bauernhaus                                      | Flachsatteldachbau, Wohnteil mit Blockbau-Obergeschoss, Giebelbundwerk und -laube, zweite Hälfte 18. Jahrhundert, Wirtschaftsteil mit traufseitigem Bundwerk über Bruchsteinsockel, erste Hälfte 19. Jahrhundert | D-1-87-116-87 Wikidata | BW             |
| Würmertsham Meßnerfeld (Standort)                                                      | Brechhütte                                      | Flachsatteldachbau mit Bundwerk, erste Hälfte 19. Jahrhundert | D-1-87-116-88 Wikidata | BW             |

## Ehemalige Baudenkmäler
In diesem Abschnitt sind Objekte aufgeführt, die früher einmal in der Denkmalliste eingetragen waren, jetzt aber nicht mehr. Objekte, die in anderem Zusammenhang also z. B. als Teil eines Baudenkmals weiter eingetragen sind, sollen hier nicht aufgeführt werden. Aktennummern in diesem Abschnitt sind ehemalige, jetzt nicht mehr gültige Aktennummern.

| Lage                                                      | Objekt                   | Beschreibung | Akten-Nr.              | Bild           |
| --------------------------------------------------------- | ------------------------ | --- | ---------------------- | -------------- |
| Herbstham Herbstham 2 (Standort)                          | Ehemaliges Wohnstallhaus | Westflügel des ehemaligen Vierseithofs, zweigeschossiger Satteldachbau mit Putzgliederung, Kniestock und Zwerchgiebel, 1907                    | D-1-87-116-17 Wikidata | BW             |
| Irlham Irlham 8 (Standort)                                | Bauernhaus               | Wohnteil verputzt, am Wirtschaftsteil Bundwerk an drei Fronten, nördlich angeschlossener weiterer Bundwerkstadel; erste Hälfte 19. Jahrhundert | D-1-87-116-28 Wikidata | BW             |
| Kainöd Kainöd 1 (Standort)                                | Bauernhaus               | Zweigeschossiger Flachsatteldachbau mit Kniestock, Wohnteil verputzt, erste Hälfte 19. Jahrhundert                                             | D-1-87-116-29 Wikidata | BW             |
| Kling In Kling (Standort)                                 | Lourdeskapelle           | Kleiner holzverkleideter Bau mit Zeltdach, ehemals mit integriertem Bienenstand, um 1900                                                       | D-1-87-116-90 Wikidata | weitere Bilder |
| Stettberg Stettberg 2; nördlich von Haus Nr. 1 (Standort) | Brechhütte               | Erste Hälfte 19. Jahrhundert | D-1-87-116-76 Wikidata | BW             |